# 胜利县 (湖北省)
胜利县，中华人民共和国于1950年代短暂设置的县，属黄冈专区，在今湖北省黄冈市境。
1998年版《罗田县志》指设县原因是：“以肃清土匪，顺利进行民主革命，加强鄂、豫、皖边区建设”。筹建时，曾以县治所在滕家堡（今胜利镇）为屯兵重镇，拟名兵堡县。后考虑革命胜利，定名胜利县。1952年8月，中南军政委员会向中共中央提出申请设县。经政务院批准，胜利县于同年10月1日正式成立。总面积1300平方公里，人口16.9万人。辖区为罗田县北部划出的僧塔寺、滕家堡、簰形地3个区和麻城县东部划出的梅庄、东木、黄石、栖黄（张家畈）4个区。共计7个县辖区，88个乡。1953年，又将罗田县三里畈区4个乡（黄冈庙、錾子石、黄土坳、邱家河）划归胜利县蔡店河区。1955年5月，中国国务院撤销胜利县。7月，当地政府完成交接工作。辖区基本回归原属县份，除麻城县的梅庄区及牌楼岗的半个乡划入罗田县。

## 备注
1. ↑  麻城市人民政府网站[1]记为梅庄、木子店、蔡店河、木栖河4个区。